# Кейзики
Кейзики (бел. Кейзікі) — деревня Поставского района Витебской области Белоруссии, включённая в Воропаевский сельсовет. Находится в 2.7 км от Воропаево и около 30 км до районного центра Поставы. Деревня расположена на правом берегу реки Зарежанка, проходит по популярному у жителей Поставского района маршруту на агроусадьбу «Белое и Черное». В деревне расположено около 25-30 домов, жилых не более половины.

## История
Во времена разделов деревня входила в состав гмины Поставы Дисненского повета Виленского воеводства Российской империи. В межвоенный период деревня являлась частью Польской Республики в составе Дуниловичского повета, с 1926 года Пазнинского повета в гмине Поставы, а позже — в гмине Воропаево.
В 1939 году вошла в состав БССР. C 1991 года находится в составе Белоруссии.

## Население
- 1921 г. — 274 жителя, 54 двора[7].
- 1931 г. — 270 жителей, 55 дворов[8].

По состоянию на 2009 год население в деревне составляет 91 человек.